# فرانک جیبوتی
فرانک جیبوتی (به انگلیسی: Djiboutian franc) (به فرانسوی: franc djibouti) (به عربی: الفرنك الجيبوتي) با کد ایزوی DJF، یکای پول رایج در کشور جیبوتی است. مسئولیت کنترل این یکای پول بر عهدهٔ بانک مرکزی جیبوتی قرار دارد.

## اسکناس‌ها
در سال ۲۰۱۷ اسکناسی یادبود ۴۰ فرانکی به مناسبت چهلمین سالگرد استقلال جیبوتی از فرانسه منتشر شد.
| نگاره       | نگاره       | بها                | رنگ           | ابعاد       | شرح                   | شرح                 | شرح         | تاریخ       | تاریخ       |
| رو          | پشت         | بها                | رنگ           | ابعاد       | رو                    | پشت                 | ته‌نقش       | چاپ         | انتشار      |
| (۱۹۷۹–۱۹۸۸) | (۱۹۷۹–۱۹۸۸) | (۱۹۷۹–۱۹۸۸)        | (۱۹۷۹–۱۹۸۸)   | (۱۹۷۹–۱۹۸۸) | (۱۹۷۹–۱۹۸۸)           | (۱۹۷۹–۱۹۸۸)         | (۱۹۷۹–۱۹۸۸) | (۱۹۷۹–۱۹۸۸) | (۱۹۷۹–۱۹۸۸) |
| ----------- | ----------- | ------------------ | ------------- | ----------- | --------------------- | ------------------- | ----------- | ----------- | ----------- |
|             |             | ۵۰۰ francs         | چندرنگ        | ۱۴۰ × ۷۵ mm | مرد، صخره، لک‌لک       | کشتی                | نشان ملی    | ۱۹۷۹، ۱۹۸۸  | ۱۹۷۹        |
|             |             | ۱,۰۰۰ francs       | قرمز          | ۱۵۲ × ۸۱ mm | زن، قطار              | بازرگان شتر         | نشان ملی    | ۱۹۷۹، ۲۰۰۵  | ۱۹۷۹        |
|             |             | ۵,۰۰۰ francs       | چندرنگ        | ۱۶۲ × ۸۷ mm | مرد، جنگل             | نمای هوایی          | نشان ملی    | ۱۹۷۹        | ۱۹۷۹        |
|             |             | ۱۰,۰۰۰ francs      | قهوه‌ای و قرمز | ۱۷۰ × ۹۰ mm | زن بچه‌بغل             | ماهی، بندر          | نشان ملی    | ۱۹۸۴        | ۱۹۸۴        |
| (۱۹۹۷–۲۰۰۹) |             |                    |               |             |                       |                     |             |             |             |
|             |             | ۱,۰۰۰ francs       | قرمز          | ۱۵۵ × ۷۰ mm | علی احمد اودوم        | بندر جیبوتی         | نشان ملی    | ۲۰۰۵        | ۲۰۰۵        |
|             |             | ۲,۰۰۰ francs       | آبی           | ۱۶۰ × ۸۰ mm | دختر جوان، کاروان شتر | تندیس، ساختمان دولت | نشان ملی    | ۱۹۹۷، ۲۰۰۸  | ۱۹۹۷        |
|             |             | ۵,۰۰۰ francs       | بنفش          | ۱۶۸ × ۸۰ mm | محمود حربی            | سه رقصنده           | نشان ملی    | ۲۰۰۲        | ۲۰۰۲        |
|             |             | ۱۰,۰۰۰ francs      | سبز           | ۱۷۵ × ۸۱ mm | حسن گولد آپتیدون      | ساختمان بانک مرکزی  | نشان ملی    | ۱۹۹۹، ۲۰۰۹  | ۱۹۹۹        |
| (۲۰۱۷)      |             |                    |               |             |                       |                     |             |             |             |
|             |             | ۴۰ francs (یادبود) | چندرنگ        | ۱۵۳ × ۷۰ mm | کوسه‌نهنگ، مرجان       | بندر جیبوتی         | نشان ملی    | ۲۰۱۷        | ۲۰۱۷        |